# Djéhoutynakht
Djéhoutynakht (identifié comme étant soit Djéhoutynakht IV, soit Djéhoutynakht V), est un ancien nomarque du nome du Lièvre (15e nome de Haute-Égypte) tout à la fin de la XIe ou au début de la XIIe dynastie. Il est connu pour son cercueil extérieur peint (communément appelé le « cercueil Bersha »), aujourd'hui exposé au Museum of Fine Arts de Boston avec ses autres objets funéraires.

## Biographie
Autrefois considéré comme ayant vécu sous le règne du pharaon Sésostris III de la XIIe dynastie, l'analyse de son mobilier a permis de déduire qu'il a en fait vécu à une période antérieure, bien qu'un certain degré d'incertitude subsiste : il est très difficile de retracer la famille et les événements de la vie de Djéhoutynakht, et la seule relation certaine est celle avec sa femme, également nommée Djéhoutynakht. Ce nom était très courant à cette époque et on connaît six nomarques le portant, dont deux — respectivement le quatrième et le cinquième — étaient mariés à une femme portant le même nom.
Si ce nomarque est Djéhoutynakht IV, alors il vivait tout à la fin de la XIe dynastie et était le fils du nomarque Âhanakht Ier, successeur de son frère Âhanakht II, et prédécesseur du nomarque Néhéri Ier. S'il était Djéhoutynakht V, alors il vivait à la fin du règne du pharaon Amenemhat Ier de la XIIe dynastie et était le fils et le successeur de Néhéri Ier par sa femme Djéhoutyhotep, et l'oncle de son successeur Néhéri II. Dans les deux cas, aucun enfant n'est connu pour Djéhoutynakht et son épouse.

## Tombe 10A
La tombe de Djéhoutynakht — désignée 10A — a été redécouverte dans la nécropole de Deir el-Bersha en Moyenne-Égypte en 1915 par l'égyptologue américain George Andrew Reisner qui dirigeait l'expédition de l'université Harvard et du Musée des Beaux-Arts de Boston. Il ne restait presque rien de la chapelle extérieure mais la chambre funéraire, bien que déjà vidée de ses bijoux, contenait encore quatre cercueils en bois de cèdre finement peints appartenant à Djéhoutynakht et à son épouse. Son cercueil extérieur, communément appelé « cercueil Bersha », est réputé pour être « le plus beau cercueil peint que l'Égypte ait produit et un chef-d'œuvre de la peinture sur panneau ». Outre les cercueils, la tombe contenait la tête momifiée du nomarque, ainsi que le coffre canope de dame Djéhoutynakht et une grande quantité de mobilier funéraire tel que des poteries, des vases canopes, plusieurs maquettes de bateaux, de nombreux modèles d'hommes et de femmes dans différentes activités de la vie quotidienne, et le célèbre groupe composé d'un prêtre et de nombreuses jeunes filles en offrande, connu sous le nom de « procession de Bersha ». Dans leur ensemble, ces objets forment le plus grand assemblage funéraire du Moyen Empire jamais découvert.
Le gouvernement égyptien a donné l'ensemble du contenu de la tombe 10A au Musée des Beaux-Arts. Lors du voyage naval à Boston en 1920, la collection fut menacée par un incendie à bord, mais heureusement les dégâts furent très limités. Pendant des décennies, seuls le « cercueil Bersha » et la « procession Bersha » ont été exposés au MFA ; en 2009-2010, l'ensemble de la collection a été présenté dans une exposition spéciale.

## Galerie

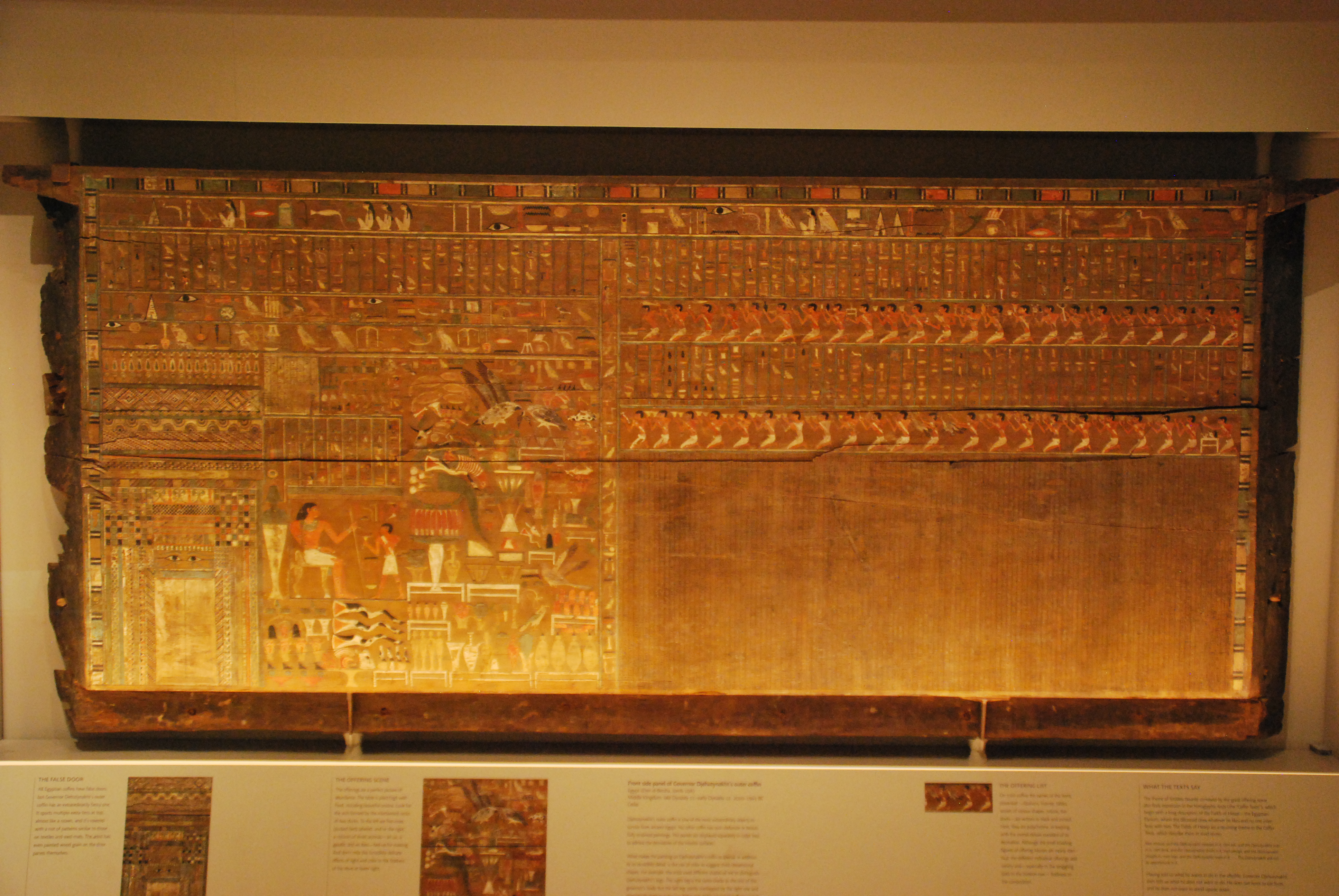
« cercueil Bersha »
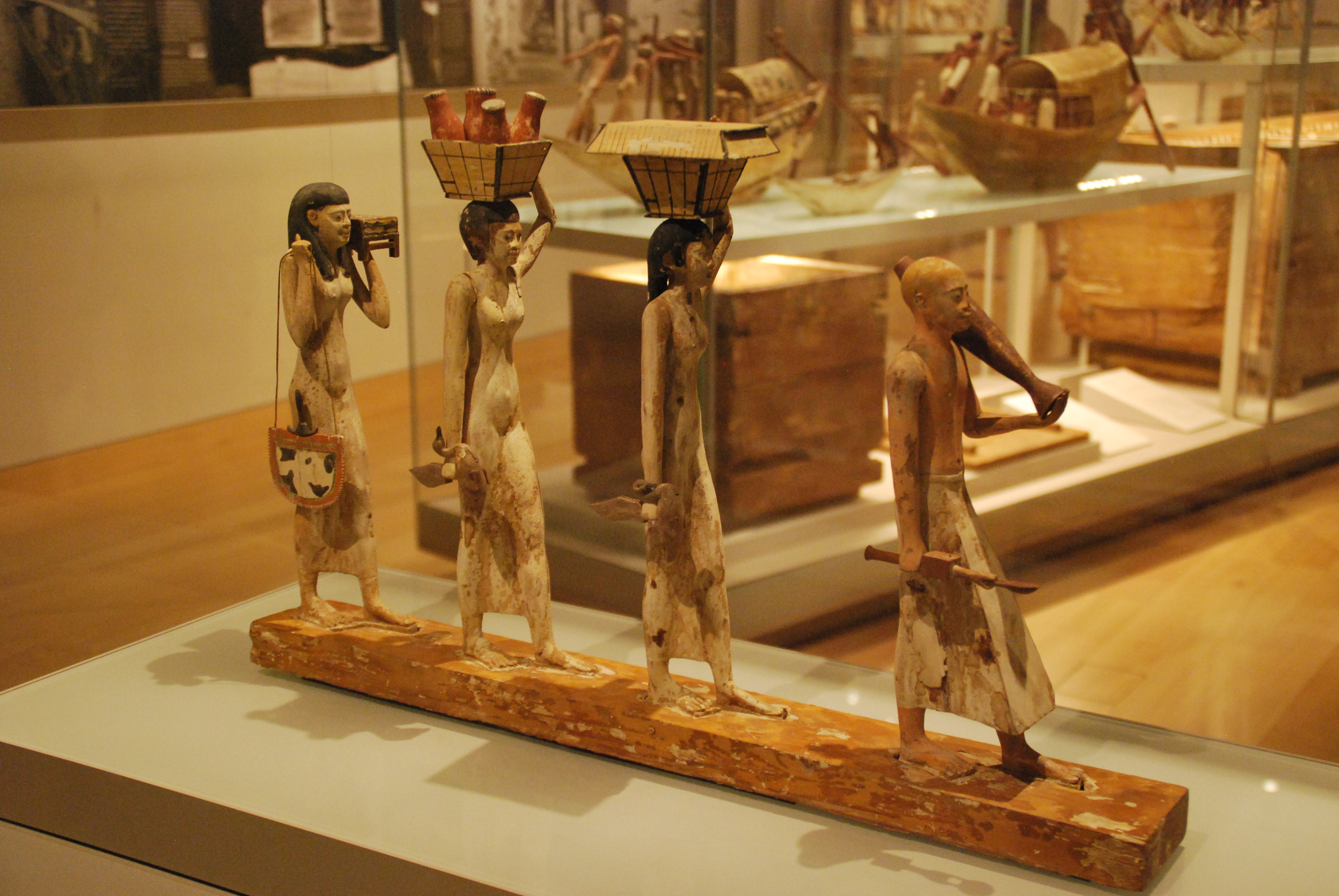
« Procession Bersha »
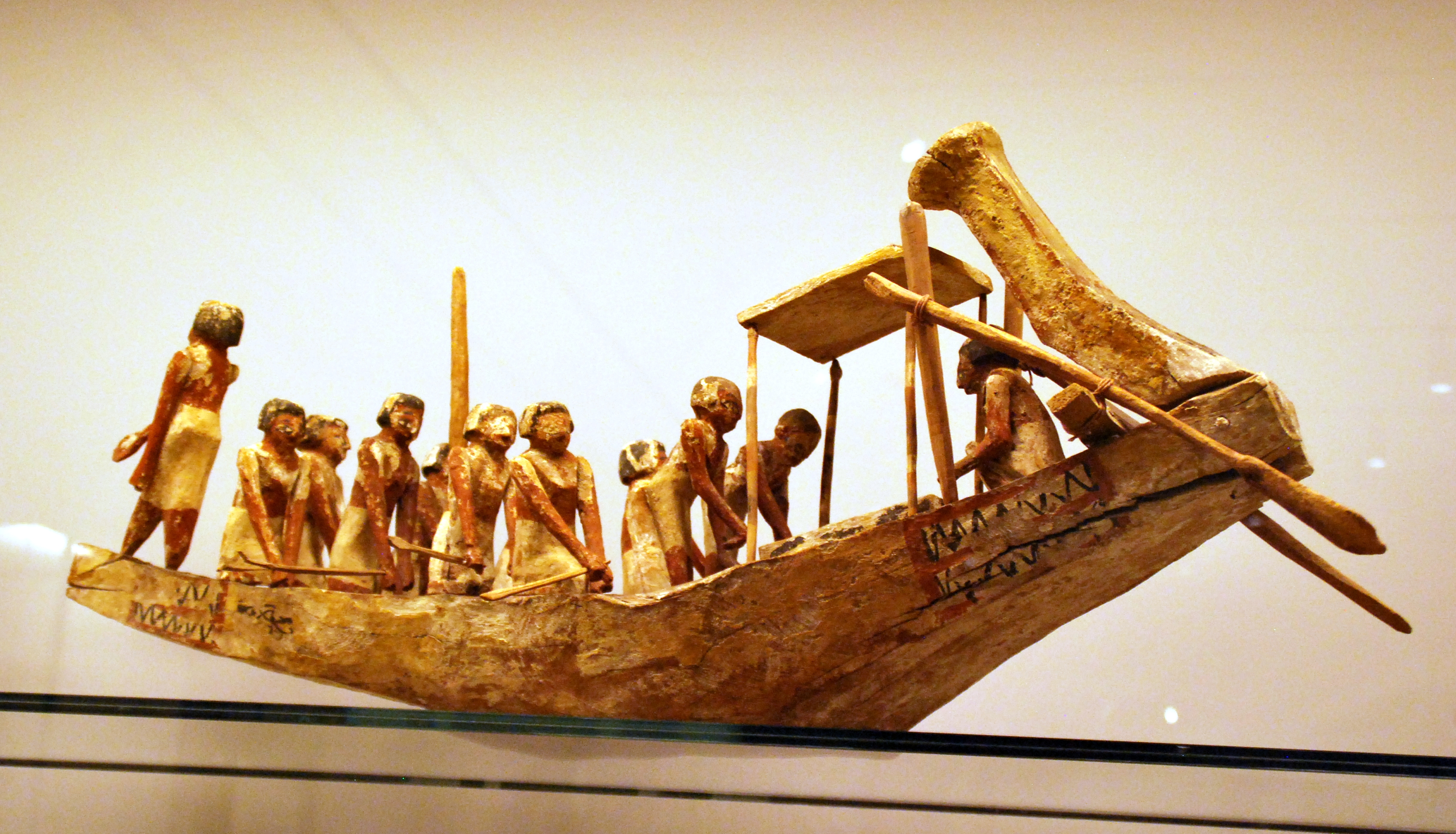
Maquette de bateau
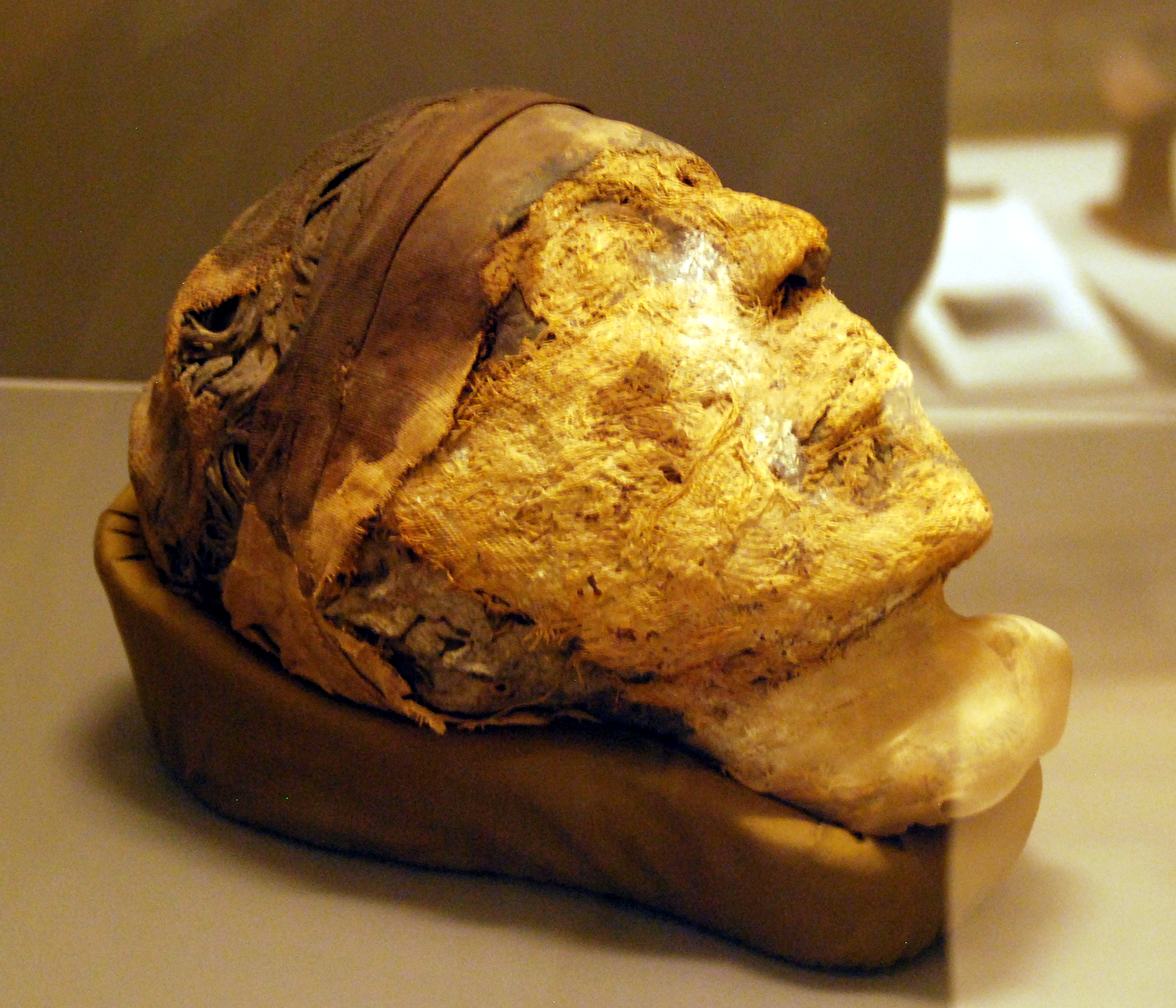
Tête de la momie
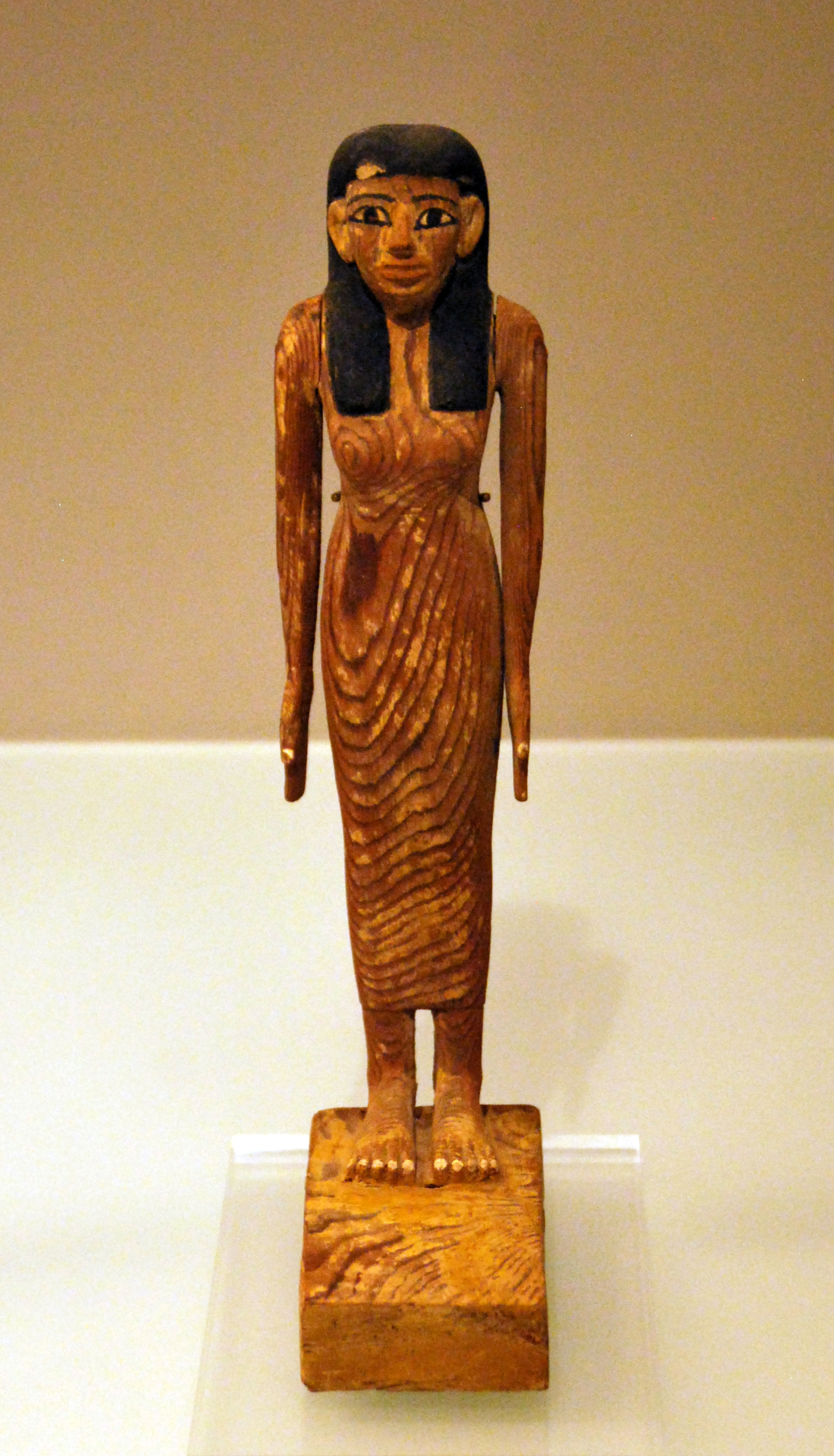
Statuette de dame Djéhoutynakht